# Görögszéna
A görögszéna (Trigonella foenum-graecum) más néven: görög lepkeszeg, fenő grék (fenugreek) a legrégibb korok óta (Ebers papiruszok, i. e. 2000–3000) ismert gyógynövények egyike. A görögök thliz vagy boukeraz, a rómaiak siligua, silicula vagy silicia néven ismerték. A törökök çemen otunak hívják; salátafűszerként használják, pörkölt-őrölt magját néha a török kávéhoz keverik. Az ókori Egyiptomban a füstöléshez és balzsamozáshoz használt fűszerek egyike volt.

## Elterjedése, élőhelye
A Földközi-tenger vidékén, Nyugat-Ázsiában honos növény. Már az ókorban is termesztették (elsősorban Indiában és Marokkóban), ezért sokfelé elterjedt. Magyarországon nemcsak termesztik, de a termesztésből kivadulva is előfordul.

## Megjelenése, életmódja
A növény egyéves, szára 20–65 cm magas, 3,2–3,8 mm vastag, kör keresztmetszetű, elágazó, antociános színezésű. Az elágazások lehetnek terpedtek és felállóak. Ritkás, ezüstfehér szőrzet borítja. Hármasan összetett, szórt állású, középzöld levelei nyelesek, a levélkék lekerekített lándzsa alakúak, enyhén fogazottak, 2–3 cm hosszúak, 1–2 cm szélesek. A három levélke közül a legnagyobb a középső. A pálhalevelek kicsik, háromszög alakúak, épszélűek.
Sárgásfehér virágai a lomblevelek hónaljában fejlődnek. A virágzat 1–2 pillangós, fehér (később besárguló) virágból áll.
Termése sokmagvú, hosszú, kissé ívesen hajlott hüvely. A lapított, csőrszerűen elkeskenyedő hüvely 12–21 cm hosszú, keskeny, éretten sárgásbarna. Egy-egy hüvelyben többnyire 12–17 darab, 4–6 mm hosszú, kemény, vízben (magas nyálkatartalma miatt) erősen duzzadó magot találhatunk.
Ezermagtömege csak 17,0–23,3 g (egy hektoliter magé átlagosan 81,8 kg). A magok sárgásbarnák, lapítottak. Az egész növény intenzív, aromás illatát a kumarin adja.
Magról szaporítják. Széltől védett, napos helyen szinte bármilyen talajon megterem. Tavasszal vetik 20–25 cm sortávolságra.

## Hatóanyagai
Magja (Trigonellae foenugraeci semen) a svájci és az osztrák gyógyszerkönyvekben hivatalos drog; a VI. és a VIII. Magyar Gyógyszerkönyvben is így szerepel. A magok illata erős, aromás, keserű, összehúzó, az ánizsra emlékeztet.
0,38% trigonellint és további alkaloidokat (kolint, gentianint, carpint), 0,18% nikotinsavat, 40-45% poliszacharidot (30–38% galaktomannán) nyálkát, szaponint, rutint, 6-10% zsíros olajat, 27–30% fehérjét (sok lizinnel és l-triptofánnal), cserzőanyagot, flavonoidokat (luteolin, orientin, kvercetin, vitexin és izovitexin); ásványi anyagokat (kalcium, magnézium, foszfor); mikrotápelemeket (szerves vas, szelén, szilícium; ezek közül Magyarországon a szelén kiemelten fontos); A-, B-, C- és D-vitamint; pantoténsavat, lecitint, gyantát, fitint tartalmaz.

## Gyógyhatása
Gyógyhatását elsősorban a szteroid jellegű szaponinoknak, például a dioszgeninnek, jamogeninnek, tigogeninnek és a neotigogeninnek, valamint a rostoknak tulajdonítják. A szaponinok gátolják a koleszterin felszívódását és szintézisét, a rostok a vér glükózszintjének csökkentését segíthetik. Embereken végzett kutatások kimutatták, hogy mérsékelt érelmeszesedés és 2-es típusú cukorbetegség esetén a görögszéna csökkentheti a vércukor- és a koleszterinszintet.
Termesztését és hatásait intenzíven kutatták a Nyugat-Magyarországi Egyetemen.

## Felhasználása
Mivel a mag nagyon kemény, nehéz megőrölni. Ezt megkönnyíti, ha előbb áthevítjük.
Egyiptomban és Etiópiában a kenyeret fűszerezik vele, a görögök a nyers vagy főzött magvakat mézzel fogyasztják. Sok vasat tartalmazó csíráit salátába keverik. Nagyobb, zsenge leveleit apróra vágják és frissen, vagy párolva tálalják. Egyiptomban kedvelt étel a tejbe áztatott görögszénamag, de teaként is fogyasztják.
Indiában, a Közel-Keleten népszerű fűszer. Összetört levelét és magját pirítva curryk ízesítésére és besűrítésére használják. Szinte minden curryben megtalálható; emellett a csatni, a sambhar és az etiópiai berbere fűszerkeverékben is megtalálható. Kesernyés íze a juharcukorra hasonlít, ezért az USA-ban a valódi juharcukrot pótolják vele.
Színezőanyagként sajtokhoz és egyéb élelmiszerekhez adják.
A magjából kivont aromaanyagokat a likőr- és élelmiszeripar hasznosítja dió- és kávéaromaként (például a dejóban).
Gyógyászati értékét az indiai, egyiptomi (arab), görög, kínai népi és tudományos gyógyászatban kiemelkedőnek tartják; ezen országokban általánosan fogyasztják. Közvetlen feldolgozásával számos szabadalmaztatott gyógyszer készül.
Magyarországon kevésbé ismert; államilag minősített Óvári-4 fajtáit szabadalmaztatták. Fő felhasználási területe az állatgyógyászat: főzete megszünteti a bélgörcsöt, a bélgázok távozását segítő és húgykőoldó hatású. Lovak takonykórját és hasmenését kezelik vele; az őrleményéből készített péppel a feldagadt testrészeket borogatják. 2014-ben kimutatták vércukorszint-csökkentő hatását, azonban a kevés, kis mintán végzett tanulmány miatt ezt nem erősítették meg. Vadtakarmányként is vetik.
A görögszénamag javítja a szoptató kismamák tejelválasztását. Természetes szteroidjai kedvezően befolyásolják a menstruációs ciklust. Enyhíti a premenstruációs szindróma tüneteit (PMS), csökkenti a menopauza során fellépő panaszokat, mérsékli a depressziót. Ásványi anyagai és egyéb összetevői segítik a csontritkulás (osteoporosis) megelőzését.
A klasszikus afrodiziákumok közé sorolják: állítólag nemcsak a nemi vágyat serkenti, hanem fogamzásgátló is. Úgy vélik, emellett serkenti a férfiak hajának növekedését és erősíti a nők méhét.
Étvágygerjesztő hatása miatt a beteges étvágytalanság és a lesoványodás miatti gyengeség kezelésére is jól használható. Nemcsak hizlal, de növeli a vörösvérsejtszámot. Tulajdonságai a csukamájolajéhoz hasonlóak, az izlandi zuzmóval egyenértékűek.
A magjából készült kenőcsöt már az ókori egyiptomiak is égési sérülés elleni gyógyszerként használták. Fájdalomcsillapító hatású; belsőleg alkalmazva csillapítja a köhögést. Jelentős eredményeket értek el vele a tuberkulózis és a csontvelőgyulladás gyógyításánál, az epehólyag kezelésénél.
Gyomorfekély, krónikus gyomor-bél hurut esetén is jó hatású. Gyulladáscsökkentő hatása is van (3-4 kanál megsült trigonellalisztet borecettel kell előkészíteni). Szájbetegségek ellen is használják. Egyaránt alkalmas belső zavarok gyógyítására, légúti megbetegedések kezelésére. Forrázott magja használható gargarizáló szerként mandulagyulladásra, torokfájásra és diftériára. Gyomor-bél hurut ellen beöntésre, hasmenés ellenszereként, aranyér- és végbélgyulladás esetén gyógyszerként.
Meleg, pépes borogatásként szemgyulladásra jó; lemosószerként szájsérüléseket és szemölcsöket kezelnek vele. Pépes borogatásként csökkenti az anyaméh fájdalmait, mézzel és vízzel keverve köszvény és reuma ellen ajánlott.
Méhösszehúzó hatása miatt terhes nőknek ellenjavallt.

## Rokon fajok
A Trigonella suavissima Miq.-et Új-Zélandon főzeléknek termesztik.
Nálunk élő rokona a bakszarvú lepkeszeg (Trigonella gladiata), ami védett növény.